# Acyphas leucomelas
Acyphas leucomelas är en fjärilsart som beskrevs av Walker 1855. Acyphas leucomelas ingår i släktet Acyphas och familjen tofsspinnare. Inga underarter finns listade i Catalogue of Life.